# Portugal au Concours Eurovision de la chanson 1989
Le Portugal a participé au Concours Eurovision de la chanson 1989, le 6 mai à Lausanne, Suisse. C'est la 25e participation du Portugal au Concours Eurovision de la chanson.
Le pays est représenté par le groupe Da Vinci et la chanson Conquistador, sélectionnés par la Radio-télévision du Portugal (RTP) au moyen du Festival da Canção.

## Sélection

### Festival da Canção 1989
Le radiodiffuseur portugais, la Radio-télévision du Portugal (RTP, Rádio e Televisão de Portugal), organise l'édition 1989 du Festival da Canção pour sélectionner l'artiste et la chanson représentant le Portugal au Concours Eurovision de la chanson 1989.
Le Festival da Canção 1989, présenté par Manuela Carlos (pt), António Victorino de Almeida (pt) et António Sequeira, a lieu le 7 mars 1989 au théâtre Garcia de Resende (pt) à Évora. Les votes sont faits par 22 jurys régionaux composés d'un public.

#### Finale
Cinq chansons participent au Festival da Canção 1989. Les chansons sont toutes interprétées en portugais, langue officielle du Portugal.
| Ordre | Artiste           | Chanson                   | Traduction                            | Points | Place |
| ----- | ----------------- | ------------------------- | ------------------------------------- | ------ | ----- |
| 1     | Marina Mota       | Partir de mim             | En me quittant                        | 87     | 2     |
| 2     | Eccos             | Assim recordo-me de ti    | C'est ainsi que je me souviens de toi | 59     | 3     |
| 3     | Lenita Gentil     | Canção de roda e fantasia | Chanson de manège et fantaisie        | 31     | 5     |
| 4     | José Alberto Reis | Palavras cruzadas         | Mots croisés                          | 54     | 4     |
| 5     | Da Vinci          | Conquistador              | Conquérant                            | 121    | 1     |

Lors de cette sélection, c'est la chanson Conquistador, interprétée par Da Vinci, qui est sélectionnée pour représenter le Portugal au Concours Eurovision de la chanson 1989.
Le chef d'orchestre sélectionné pour le Portugal à l'Eurovision 1989 est Luís Duarte.

## À l'Eurovision

### Points attribués par le Portugal
| 12 points | Royaume-Uni |
| 10 points | Grèce       |
| 8 points  | Suède       |
| 7 points  | Italie      |
| 6 points  | Chypre      |
| 5 points  | Allemagne   |
| 4 points  | Yougoslavie |
| 3 points  | Suisse      |
| 2 points  | Danemark    |
| 1 point   | Finlande    |

### Points attribués au Portugal
| 12 points | 10 points | 8 points  | 7 points              | 6 points           |
| --------- | --------- | --------- | --------------------- | ------------------ |
|           |           | - Espagne | - Luxembourg          | - Autriche - Grèce |
| 5 points  | 4 points  | 3 points  | 2 points              | 1 point            |
|           | - Turquie | - Suède   | - Belgique - Finlande | - Norvège          |

Da Vinci interprète Conquistador en neuvième position lors de la soirée du concours, suivant la Norvège et précédant la Suède.
Au terme du vote final, le Portugal termine 16e sur les 22 pays participants, ayant reçu 39 points au total,.